# Warsaw Spire
El Warsaw Spire es un rascacielos de estilo neomoderno que está ubicado en Varsovia, la capital de Polonia. Se trata del segundo edificio más alto de la ciudad, contando con 220 metros de altura en su estructura. Se alzan sobre el edificio dos antenas paralelas de 55 metros que se utilizan para la conexión satélite. Actualmente es la sede de la Agencia Europea de la Guardia de Fronteras y Costas (Frontex).
El edificio tiene unas excelentes instalaciones y está localizado en el cruce entre las calles Towarowa y Wronia, a poca distancia de las instituciones financieras y hoteles de cinco estrellas de Varsovia. 
El Warsaw Spire cuenta con 100.000 m² de oficinas únicas y locales comerciales en una torre de diseño espectacular, en su interior se localiza un espacioso patio con jardín (jardín vertical), con cafeterías, restaurantes, un bar de comida, una tienda de vinos y boutiques entre otros. El edificio a su vez, busca el equilibrio entre funcionalidad y diseño, por ello cuenta con 1.500 plazas de aparcamiento en un estacionamiento subterráneo. 
El diseño del edificio corrió a cargo del grupo arquitectónico Jaspers Eyers & Partners, se basa en una torre con un ensanchamiento en la parte intermedia de la altura y una fachada completa de vidrio y la construcción la lleva a cabo la empresa Ghelamco. Se inauguró en mayo de 2016.